# Jack Lauterwasser
John Jacob Lauterwasser, detto Jack (Londra, 4 giugno 1904 – Bath, 2 febbraio 2003), è stato un ciclista su strada e pistard britannico.

## Palmarès
- Giochi olimpici

Amsterdam 1928: argento nella corsa a squadre su strada.